# Saison 1997-1998 de la LHJMQ
Saison précédente Saison suivante
La saison 1997-1998 est la vingt-neuvième saison de hockey sur glace de la Ligue de hockey junior majeur du Québec. Les Foreurs de Val d'Or remportent la Coupe du président en battant en finale l'Océanic de Rimouski. 

## Contexte
Le Drakkar de Baie-Comeau rejoint la ligue. Les Harfangs de Beauport sont relocalisés à Québec ; ils reprennent le nom de Remparts de Québec, déjà porté par une équipe junior de la LHJMQ de 1969 à 1985. Les Prédateurs de Granby sont relocalisés à Sydney, sont renommés Screaming Eagles du Cap-Breton et passent dans la division Dilio. Les Cataractes de Shawinigan et les Tigres de Victoriaville passent dans la division Lebel.
La ligue inaugure la Plaque Philips, remise au joueur avec le meilleur pourcentage de mise en jeu. Les coupes Ford sont renommées en coupes Telus, pour les joueurs offensifs et défensifs de l'année. 

## Saison régulière

### Classement
| Clt | Équipe                         | PJ | V  | D  | N | BP  | BC  | Pts |
| --- | ------------------------------ | -- | -- | -- | - | --- | --- | --- |
| 1   | Remparts de Québec             | 70 | 48 | 18 | 6 | 285 | 204 | 98  |
| 2   | Océanic de Rimouski            | 70 | 40 | 27 | 3 | 296 | 257 | 83  |
| 3   | Saguenéens de Chicoutimi       | 70 | 36 | 33 | 1 | 272 | 285 | 73  |
| 4   | Wildcats de Moncton            | 70 | 29 | 32 | 9 | 240 | 229 | 67  |
| 5   | Mooseheads d'Halifax           | 70 | 19 | 46 | 5 | 211 | 295 | 43  |
| 6   | Screaming Eagles du Cap-Breton | 70 | 19 | 46 | 5 | 211 | 295 | 43  |
| 7   | Drakkar de Baie-Comeau         | 70 | 18 | 47 | 5 | 215 | 332 | 41  |

| Clt | Équipe                          | PJ | V  | D  | N | BP  | BC  | Pts |
| --- | ------------------------------- | -- | -- | -- | - | --- | --- | --- |
| 1   | Huskies de Rouyn-Noranda        | 70 | 43 | 23 | 4 | 338 | 245 | 90  |
| 2   | Tigres de Victoriaville         | 70 | 40 | 23 | 7 | 274 | 209 | 87  |
| 3   | Cataractes de Shawinigan        | 70 | 40 | 24 | 6 | 262 | 217 | 86  |
| 4   | Foreurs de Val-d'Or             | 70 | 37 | 26 | 7 | 263 | 228 | 81  |
| 5   | Titan Collège français de Laval | 70 | 37 | 28 | 5 | 276 | 220 | 79  |
| 6   | Olympiques de Hull              | 70 | 32 | 37 | 1 | 270 | 268 | 65  |
| 7   | Faucons de Sherbrooke           | 70 | 26 | 41 | 3 | 220 | 273 | 55  |
| 8   | Voltigeurs de Drummondville     | 70 | 23 | 44 | 3 | 221 | 328 | 49  |

- En gras et en italique : champion de la saison régulière
- En gras : champion de division
- En italique : qualifié pour les séries

### Meilleurs pointeurs
| Joueur             | Équipe        | PJ | B  | A  | Pts | Pun |
| ------------------ | ------------- | -- | -- | -- | --- | --- |
| Ramzi Abid         | Chicoutimi    | 68 | 50 | 85 | 135 | 266 |
| Pierre Dagenais    | Rouyn-Noranda | 60 | 66 | 67 | 133 | 50  |
| Mike Ribeiro       | Rouyn-Noranda | 67 | 40 | 85 | 125 | 55  |
| Mathieu Benoît     | Chicoutimi    | 59 | 56 | 61 | 117 | 32  |
| Vincent Lecavalier | Rimouski      | 58 | 44 | 71 | 115 | 117 |
| Brad Richards      | Rimouski      | 68 | 33 | 82 | 115 | 44  |
| Sébastien Roger    | Moncton       | 70 | 53 | 61 | 114 | 64  |
| David Gosselin     | Chicoutimi    | 69 | 46 | 64 | 110 | 139 |
| Derrick Walser     | Rimouski      | 70 | 41 | 69 | 110 | 135 |
| David Thibeault    | Victoriaville | 70 | 46 | 56 | 102 | 95  |
| Marty Johnston     | Hull          | 66 | 44 | 58 | 102 | 91  |

## Séries éliminatoires
Les six premières équipes de chaque division sont qualifiées pour les huitièmes de finale des séries éliminatoires. La première rencontre la sixième, la deuxième la cinquième et la troisième affronte la quatrième, toutes les séries étant jouées au meilleur des sept rencontres. Les trois équipes gagnantes jouent les quarts de finale sous forme de tournoi à la ronde. Les deux meilleurs équipes se retrouvent ensuite en demi-finale pour se qualifier pour la finale, ces deux dernières étapes des séries se jouant à nouveau au meilleur des sept matches.

### Huitièmes de finale
- Division Dilio
  - (1) Remparts de Québec 4-0 Screaming Eagles du Cap-Breton (6)
  - (2) Océanic de Rimouski 4-1 Mooseheads d'Halifax (5)
  - (3) Saguenéens de Chicoutimi 2-4 Wildcats de Moncton (4)
- Division Lebel
  - (1) Huskies de Rouyn-Noranda 2-4 Olympiques de Hull (6)
  - (2) Tigres de Victoriaville 2-4 Titan Collège français de Laval (5)
  - (3) Cataractes de Shawinigan 2-4 Foreurs de Val-d'Or (4)

### Quarts de finale
| Clt | Équipe              | PJ | V | D | N | BP | BC | Pts |
| --- | ------------------- | -- | - | - | - | -- | -- | --- |
| 1   | Océanic de Rimouski | 4  | 3 | 1 | 0 | 24 | 14 | 6   |
| 2   | Remparts de Québec  | 4  | 2 | 2 | 0 | 16 | 20 | 4   |
| 3   | Wildcats de Moncton | 4  | 1 | 3 | 0 | 11 | 17 | 2   |

| Clt | Équipe                          | PJ | V | D | N | BP | BC | Pts |
| --- | ------------------------------- | -- | - | - | - | -- | -- | --- |
| 1   | Foreurs de Val-d'Or             | 4  | 2 | 2 | 0 | 19 | 17 | 4   |
| 2   | Titan Collège français de Laval | 5  | 3 | 2 | 0 | 16 | 15 | 6   |
| 3   | Olympiques de Hull              | 5  | 2 | 3 | 0 | 18 | 21 | 4   |

- En italique : qualifié pour les demi-finales

### Tableau final
|  | Demi-finales                    | Demi-finales        |                     |   | Finale                 | Finale                 |
|  | Demi-finales                    | Demi-finales        |                     |   | Finale                 | Finale                 |
|  |                                 |                     |                     |   |                        |                        |
|  | Du 12 au 20 avril               | Du 12 au 20 avril   |                     |   | Du 27 avril au 1er mai | Du 27 avril au 1er mai |
|  | Du 12 au 20 avril               | Du 12 au 20 avril   |                     |   | Du 27 avril au 1er mai | Du 27 avril au 1er mai |
|  | Remparts de Québec              | 2                   |                     |   | Du 27 avril au 1er mai | Du 27 avril au 1er mai |
|  | Remparts de Québec              | 2                   |                     |   | Du 27 avril au 1er mai | Du 27 avril au 1er mai |
|  | Océanic de Rimouski             | 4                   |                     |   | Du 27 avril au 1er mai | Du 27 avril au 1er mai |
|  | Océanic de Rimouski             | 4                   | Océanic de Rimouski | 0 |                        |                        |
|  | Du 10 au 19 avril               |                     | Océanic de Rimouski | 0 |                        |                        |
|  |                                 | Foreurs de Val-d'Or | 4                   |   |                        |                        |
|  | Foreurs de Val-d'Or             | Foreurs de Val-d'Or | 4                   | 4 |                        |                        |
|  | Foreurs de Val-d'Or             |                     |                     | 4 |                        |                        |
|  | Titan Collège français de Laval | 1                   |                     |   |                        |                        |
|  | Titan Collège français de Laval | 1                   |                     |   |                        |                        |

## Équipes d'étoiles
La ligue sélectionne trois équipes d'étoiles dont une pour les recrues.

### Première équipe
- Gardien de but : Mathieu Garon, Tigres de Victoriaville
- Défenseur gauche : Derrick Walser, Océanic de Rimouski
- Défenseur droit : Rémi Royer, Huskies de Rouyn-Noranda
- Ailier gauche : Ramzi Abid, Saguenéens de Chicoutimi
- Centre : Vincent Lecavalier, Océanic de Rimouski
- Ailier droit : Mathieu Benoît, Saguenéens de Chicoutimi
- Entraîneur : Guy Chouinard, Remparts de Québec

### Deuxième équipe
- Gardien de but : Patrick Couture, Remparts de Québec
- Défenseur gauche : Alekseï Tezikov, Wildcats de Moncton
- Défenseur droit : Jonathan Girard, Titan Collège français de Laval
- Ailier gauche : Pierre Dagenais, Huskies de Rouyn-Noranda
- Centre : Mike Ribeiro, Huskies de Rouyn-Noranda
- Ailier droit : Sébastien Roger, Wildcats de Moncton
- Entraîneur : Claude Julien, Olympiques de Hull

### Équipe des recrues
- Gardien de but : Jean-Marc Pelletier, Océanic de Rimouski
- Défenseur gauche : Alekseï Tezikov, Wildcats de Moncton
- Défenseur droit : Mathieu Biron, Cataractes de Shawinigan
- Ailier gauche : Brad Richards, Océanic de Rimouski
- Centre : Mike Ribeiro, Huskies de Rouyn-Noranda
- Ailier droit : Michael Ryder, Olympiques de Hull
- Entraîneur : Christian Larue, Cataractes de Shawinigan

## Trophées
Trois récompenses collectives et vingt individuelles sont décernées.

### Récompenses collectives
- Coupe du président (champions des séries éliminatoires) : Foreurs de Val d'Or
- Trophée Jean-Rougeau (champions de la saison régulière) : Remparts de Québec
- Trophée Robert-Lebel (meilleure moyenne de buts encaissés) : Remparts de Québec

### Récompenses individuelles
- Trophée Jean-Béliveau (meilleur pointeur) : Ramzi Abid, Saguenéens de Chicoutimi
- Trophée Jacques-Plante (meilleure moyenne de buts encaissés) : Mathieu Garon, Tigres de Victoriaville
- Trophée Michel-Bergeron (meilleure recrue offensive) : Mike Ribeiro, Huskies de Rouyn-Noranda
- Trophée Frank-J.-Selke (joueur le plus gentilhomme) : Simon Laliberté, Wildcats de Moncton
- Trophée Michel-Brière (meilleur joueur) : Ramzi Abid, Saguenéens de Chicoutimi
- Trophée Émile-Bouchard (meilleur défenseur) : Derrick Walser, Océanic de Rimouski
- Trophée Guy-Lafleur (meilleur joueur des séries éliminatoires) : Jean-Pierre Dumont, Foreurs de Val-d'Or
- Trophée Michael-Bossy (meilleur espoir) : Vincent Lecavalier, Océanic de Rimouski
- Trophée Raymond-Lagacé (meilleure recrue défensive) : Alekseï Tezikov, Wildcats de Moncton
- Trophée Marcel-Robert (meilleur étudiant) : Michel Tremblay, Cataractes de Shawinigan
- Trophée Paul-Dumont (personnalité de l'année) : Mike Ribeiro, Huskies de Rouyn-Noranda
- Trophée John-Horman (administrateur de l'année) : Lionel Brochu, Foreurs de Val-d'Or
- Coupe Telus - Offensif (meilleur joueur offensif de l'année) : Pierre Dagenais, Huskies de Rouyn-Noranda
- Coupe Telus - Défensif (meilleur joueur défensif de l'année) : Mathieu Garon, Tigres de Victoriaville
- Plaque AutoPro (meilleur différentiel plus/moins) : David Thibeault, Tigres de Victoriaville
- Plaque du Groupe Saint-Clair (meilleur directeur marketing) : Jeff Rose, Wildcats de Moncton
- Coupe RDS (meilleure recrue) : Mike Ribeiro, Huskies de Rouyn-Noranda
- Trophée Ron-Lapointe (meilleur entraîneur) : Guy Chouinard, Remparts de Québec
- Plaque Wittnauer (plus grande implication dans la communauté) : David Thibeault, Tigres de Victoriaville
- Plaque Philips (meilleur pourcentage de mises en jeu remportées) : Éric Demers, Tigres de Victoriaville